# أهوارك
أهوارك هي قرية في مقاطعة طالقان، إيران. يقدر عدد سكانها بـ 64 نسمة بحسب إحصاء 2016.